# Биджар
Биджа́р (перс. بیجار‎, курд. Bîcar) — город на западе Ирана, в провинции Курдистан. Административный центр шахрестана Биджар. Седьмой по численности населения город провинции.

## География
Город находится в восточной части Курдистана, в горной местности, на высоте 1911 метров над уровнем моря.
Биджар расположен на расстоянии приблизительно 80 километров к северо-востоку от Сенендеджа, административного центра провинции и на расстоянии 330 километров к западу от Тегерана, столицы страны.

## Население
По данным переписи, на 2006 год население составляло 46 156 человек; в национальном составе преобладают курды, в конфессиональном — мусульмане-шииты и мусульмане-сунниты.
| 1986   | 1991   | 1996   | 2006   | 2012   |
| ------ | ------ | ------ | ------ | ------ |
| 34 123 | 39 488 | 44 240 | 46 156 | 47 537 |

## История
Впервые Биджар упоминается в XV веке, как село, принадлежащее Исмаилу, шаху из династии Сефевидов. Оформился как город только в XIX веке.
Во время Первой мировой войны город находился поочерёдно под оккупацией русских, британских и турецких войск.

## Экономика
Биджар — всемирно известный центр ковроткачества. Кроме самого города ковры ткут (в основном кустарным способом) также в более чем окрестных 40 деревнях. Развито также сельскохозяйственное производство.

## Достопримечательности
В 12 километрах к северу от города, в деревне Камечокай расположена крепость, строительство которой относится, предположительно, к IX или VIII веку до н. э.
В 40 километрах южнее Биджара расположена башня, возведённая в период правления Сельджукидов, в XI или XII веке.
Кроме того, в 30 километрах к западу от города, находится минеральный источник, горькие воды которого используют при лечении ревматизма.